# قحطان عبد الرحمن الدوري
 قحطان عبد الرحمن الدوري ( 1940-) فقيه عراقي ، دكتوراه في الشريعة الإسلامية من كلية دار العلوم، في جامعة القاهرة. تنقل بين عدة جامعات عربية أستاذا للشريعة الإسلامية. عميد سابق لكلية الدراسات الفقهية والقانونية (كلية الشريعة حاليا) في جامعة آل البيت بالمملكة الأُردنية الهاشمية، ساهم في إعداد مناهج الكليات الشرعية في جامعة بغداد بالعراق والجامعات الأردنية التي درّس فيها. خبير في لجنة الشريعة والقانون بالمجمع العلمي العراقي. درس في الدراسات الأولية والعليا إلى جانب اختصاصه في الفقه الإسلامي بفروعه المختلفة، تاريخ التشريع الإسلامي، تفسير القرآن الكريم وعلوم القرآن وعلوم الحديث الشريف والفكر الإسلامي الحديث، والعقائد الإسلامية إضافة إلى المذاهب والـفِـرَق الإسلامية. كما ألف في الاختصاصات التي درسها عدة مؤلفات رئيسية أعتمد قسما منها مناهج دراسية ومراجع. يشرف على طلبة الماجستير والدكتوراه وناقش كثيرا منها. وهو عضو في اتحاد المؤلفين والكتاب العراقيين، وفي اتحاد المؤرخين العرب.

## الولادة والعائلة
ولد عام 1940 في مدينة الدور في العراق لعائلة عربية مسلمة من عشيرة ( الشويخات)، وهي فرع من قبيلة (الجُبُور) العربية القحطانية، وجده لأمه أسعد بن طه بن حمّد شيخ عشيرة الشويخات، كما أن الدكتور عبد العزيز الدوري ابن عم والدته. (.
درس في مدرسة الدور الابتدائية . وتابع دراسته المتوسطة والثانوية في بغداد.
وهو متزوج وله عدة أبناء وهم:
1. يعرب قحطان (بروفسور في النانوتكنولوجي)،
2. يعلى قحطان (دكتوراه في الفقه وأصوله)،
3. يعمر قحطان (دكتوراه في علم الحاسوب)،
4. أسماء قحطان (دكتوراه في إدارة الأعمال).

## سيرته العلمية

### الدراسة الجامعية
في عام 1957 دخل كلية الشريعة في جامعة بغداد وتخرج فيها عام 1961م، بتخصص الشريعة الإسلامية والآداب.
وفي عام 1969 حصل على الماجستير من معهد الدراسات الإسلامية العليا، جامعة بغداد، في الشريعة الإسلامية برسالته الموسومة التأمين في الفقه الإسلامي (غير منشورة).
سافر إلى القاهرة لدراسة الدكتوراه في كلية دار العلوم بجامعة القاهرة ونالها في الشريعة الإسلامية عام 1984 بأطروحته الموسومة «عَـقْد الـتَّحْكِيْم في الـفِـقْـه الإسلَامِيّ والقَانُـوْن الوضعي» 

### ترقياته العلمية
- عمل في التدريس بقسم الدين في كلية الآداب بجامعة بغداد وحصل على درجة مدرس مساعد فيها 22/6/1970م.
- في عام 1973م رقي إلى رتبة مدرس في جامعة بغداد (تناظر رتبة أستاذ مساعد في الأُردن ودول أخرى).
- وفي عام 1977 م حصل على رتبة أُستاذ مساعد في جامعة بغداد. (تناظر رتبة أستاذ مشارك في الأُردن ودول أخرى).
- ولأن درجة الأستاذ لا تمنح في العراق الا لحاملي الدكتوراه، فبعد أن حصل على الدكتوراه عام 1984 رقي إلى درجة أُستاذ في عام 1988م.

ويعمل حاليا في كلية الشريعة والقانون بجامعة العلوم الإسلامية العالمية في عَـمَّـان الأُردن بدرجة أُستاذ.

### الخبرة
- خبير في لجنة الشريعة والقانون بالمجمع العلمي العراقي في 1/10/1988م.
- الاشتراك في تنقيح وإعداد مناهج كلية الشريعة في جامعة بغداد بالعراق من سنة 1971م إلىٰ سنة 1991م.
- الاشتراك في إعداد مناهج كلية الدراسات الفقهية والقانونية في جامعة آل البيت بالأُردن من سنة 1994م إلىٰ سنة 2007م.
- عضو لجنة وضع توصيف الخطة الدراسية الجديدة في كلية الشريعة والقانون في سلطنة عمان في 4-10/5/2002م.
- شارك في العديد من الندوات العلمية والمؤتمرات المقامة في الكلية وخارجها. منها:
  - المؤتمر الإسلامي الشعبي الأول والثاني في بغداد سنة 1983م و1985م.
  - وملتقىٰ الفكر الإسلامي بالجزائر سنة 1989م.
  - وندوة الحديث الشريف العالمية في دبي سنة 2009م.

### المواد التي قام بتدريسها
قام بتدريس مختلف العلوم الإسلامية في الدراسات الأولية والعليا. وبحكم تخصصه في الفقه درس الفقه بفروعه المختلفة، والفقه المقارن، والنظريات الفقهية، وتاريخ التشريع الإسلامي ونظرية التعسُّف في استعمال الحق في الفقه الإسلامي ونظرية الضمان في الفقه الإسلامي والنسب والحضانة في الفقه الإسلامي .
كما أنه درس التفسير وعلوم القرآن الكريم وقواعد التلاوة.
وفي الحديث درس علوم الحديث الشريف وأحاديث الأحكام.
وفي الفكر والعقائد درس الفكر الإسلامي الحديث والعقائد الإسلامية، والمذاهب والـفِـرَق الإسلامية.

### الدراسات العليا
درس في الدراسات العليا في مختلف الجامعات المشار إليها وأشرف على رسائل الماجستير والدكتوراه إذ بلغ عدد الرسائل العلمية التي أشرف عليها أكثر من :69 رسالة ماجستير، و 10 رسائل دكتوراه. كما اشترك في مناقشة عدد من الرسائل العلمية بلغت أكثر من :134 رسالة ماجستير، و22 رسالة دكتوراه. ولا زال مستمرا في هذا العمل.

## سيرته الوظيفية
- مدرس اللغة العربية والتربية الإسلامية في المدارس الثانوية بالعراق في 28/9/1961م وحتىٰ 21/6/1970م.
- التدريس في قسم الدين بكلية الآداب، جامعة بغداد في 22/6/1970م، وشغل مقررية القسم، ورئاسته بالوكالة.
- محاضر في كلية الدراسات الإسلامية (الأهلية) ببغداد.
- انتقل إلىٰ كلية الشريعة، جامعة بغداد، سنة 1982م، مع انتقال قسم الدين إليها وشغل فيها مهمة معاون عميد الكلية، (أي: وكيل الكلية).
- رئيس قسم الدراسات الإسلامية في كلية الشريعة، جامعة بغداد، سنة 1989م، ومحاضر في جامعة صدام للعلوم الإسلامية ببغداد (الجامعة العراقية حاليا)، ومحاضر في جامعة البكر للعلوم العسكرية ببغداد.
- رئيس قسم أُصول الدين في كلية العلوم الإسلامية، جامعة بغداد (كلية الشريعة سابقاً)، سنة 1990م.
- التدريس في جامعة الأمير عبد القادر للعلوم الإسلامية بالجزائر، من 1/1/1992م إلىٰ 23/8/1994م.
- رئيس قسم الدراسات الفقهية في كلية الدراسات الفقهية والقانونية (كلية الشريعة حاليا)، جامعة آل البيت بالمملكة الأُردنية الهاشمية، من 4/10/1994م إلىٰ 17/9/1995م.
- عميد كلية الدراسات الفقهية والقانونية (كلية الشريعة حاليا)، جامعة آل البيت بالمملكة الأُردنية الهاشمية، من 18/9/1995م إلىٰ 18/8/2002م.
- التدريس في كلية الدراسات الفقهية والقانونية (كلية الشريعة حاليا)، جامعة آل البيت بالمملكة الأُردنية الهاشمية، من 18/8/2002م إلىٰ 13/3/2006م.
- للمرة الثانية أصبح عميدا لكلية الدراسات الفقهية والقانونية (كلية الشريعة حاليا)، جامعة آل البيت بالمملكة الأُردنية الهاشمية، من 13/3/2006م إلىٰ 2/9/2007م.
- التدريس في كلية الدراسات الإسلامية والعربية بدبي، الإمارات العربية المتحدة، من 29/8/2007م إلىٰ 1/9/2009م.
- التدريس في كلية الشريعة والقانون بجامعة العلوم الإسلامية العالمية في عَـمَّـان بالمملكة الأُردنية الهاشمية من 13/9/2009م إلىٰ الآن.

## المؤلفات
ألف عددًا كبيرًا من الكتب المنهجية والبحثية في تخصصه وكما يلي .

### الكتب
1. الاحتكار وآثارُه في الـفِـقه الإسـلامي.
2. الـشوْرىٰ بين الـنظرية والـتطبيق، 1974م.
3. صفوة الأَحْـكَـام من نَـيْـل الأَوطار وسُـبُـل السلام. 1974
4. الكمال بن الهُمام، (المتوفَىٰ سنة 861هـ=1457م)، وتحقيق رسالته: إعراب قوله صلى الله عليه وسلم: كَـلِـمَـتَـان خَـفِـيْـفَـتَـان علىٰ اللِّـسَـان . 1400هـ=1980م.
5. الاقتراح في بيان الاصطلاح وما أُضيف إلىٰ ذلك من الأَحاديث المعدودة من الصِّحَـاح: تَـقِـيّ الدين محمد بن علي، ابن دَقِـيْـق الـعِـيْـد، المتوفى سنة 702هـ=1302م، دراسة وتحقيق. 1982.
6. الـقُـرْآن الـكَـرِيْـم كلماته ومعانيه (ج27-28). سنة 1403هـ=1983م، وزارة التربية الـعراقية.
7. عَـقْـد الـتَّـحْـكِـيْم في الـفِـقْـه الإسـلَامِـيّ والـقانون الوضعي 1985م،
8. الحركات الهدامة في الإسلام –الـرَّأوَنْـدِيَّـة، الـبَـابَـكِـيَّـة. (1989) .
9. الـتحدِّي في آيات الإعجاز. 1417هـ=1997م،
10. أُمِّـيَّـة الرسول مُـحَـمَّـد صلى الله عليه وسلم. 1417هـ=1996م.
11. العقيدة الإسلامية ومَـذَاهِـبها. 1428هـ=2007م.
12. البحث الفقهي ومصادره 2012 م،
13. مناهج الفقهاء في استنباط الأحكام 2011.

### الكتب بالاشتراك مع آخِـرين
أ- لوزارة التعليم العالي العراقية:
1. المدخل إلىٰ الدين الإسلامي. بالاشتراك مع الدكتور منير حميد البياتي. 1976م.
2. أصول الدين الإسلامي. بالاشتراك مع الدكتور رُشْدي عـلـيَّان. (1977م. )
3. قواعد التلاوة. بالاشتراك مع الدكتور فَـرَج توفيق الولِـيد. (1980م) .
4. عُـلُوم الـقُرآن. بالاشتراك مع الدكتور رشدي عليّان وكاظم فتحي الـرَّاوِي. (1980م) .
5. علوم الحديث ونصوص من الأثر. بالاشتراك مع الدكتور رشدي عليّان وكاظم فتحي الـرَّاوِي. 1980م.
6. الـتفسير. بالاشتراك مع الدكتور محسن عبد الحميد. 1980م.

ب- لوزارة التربية العراقية:
1. التربية الإسلامية (للمدارس الإسلامية). ستة كتب، للصفوف: الرابع والخامس والسادس الابتدائي، والأول والثاني والثالث المتوسط، بَـغْـدَاد سنة 1399هـ=1979م.
2. الحديث الشريف وعلومه (للمدارس الإسلامية). ستة كتب، للصفوف: الأول والثاني والثالث المتوسط، والرابع والخامس والسادس الإعدادي، بَـغْـدَاد سنة 1399هـ=1979م.
3. التربية الإسلامية (للصف السادس من المدارس الشعبية). المجلس الأعلىٰ للحملة الشاملة لمحو الأميّة الإلزامي، بَـغْـدَاد سنة 1400هـ=1980م.
4. علم التجويد (للمدارس الإسلامية). بالاشتراك مع الشيخ جلال الحنفي والدكتور فرَج توفيق الوليد، بَـغْـدَاد سنة 1402هـ=1982م.

### البحوث
1. عقد التحكيم في الفقه الإسلامي. نشر في مجلة كلية الدراسات الإسلامية –العدد الرابع سنة 1392هـ=1972م بـبَـغْـدَاد، وطبع ضمن كتاب عقد التحكيم في الفقه الإسلامي والـقانون الوضعي.
2. الـتسعير في الفقه الإسلامي. نشر في مجلة كلية الدراسات الإسلامية –العدد الخامس سنة 1393هـ=1973م ببغداد، وطبع ضمن كتاب الاحتكار وآثاره في الـفقه الإسلامي.
3. محمد عبده –المصلح الأُستاذ. نشر في تسع مقالات في مجلة الرسالة الإسلامية ببغداد سنة 1402هـ=1982م.
4. محمد رشيد رضا. نشر في مجلة دراسات عربية إسلامية –العدد الثالث–السنة الثالثة، بغداد سنة 1403هـ=1983م، أصدرتها اللجنة الوطنية للاحتفال بمطلع القرن الخامس عشر الهجري – مطبعة الأوقاف والشؤون الدينية العراقية.
5. الادخار. نشر في مجلة الرسالة الإسلامية ، العدد 160-161، بَـغْـدَاد سنة 1983م.
6. علوم الحديث الشريف. نشر في كتاب (حَـضَـارَة الـعِـرَاق) ج7 و ج11. بغداد سنة 1985م، وزارة الإعلام العراقية.
7. تأثير المحدثين العراقيين في خارج البلاد العربية. نشر ضمن كتاب (العراق في موكب الحضارة – الأصالة والتأثير) سنة 1408هـ=1988م، وزارة الإعلام العراقية ببغداد.
8. مُـصْـطَـلَـح (ثَـمَن). نشر في الموسوعة الفقهية الكويتية التي تصدرها وزارة الأوقاف بالكويت سنة 1406هـ=1986م.
9. مُـصْـطَـلَـح (مُـقَـايَـضَة). الموسوعة الفقهية الكويتية أَيضاً سنة 1409هـ=1989م.
10. الحركات الهدامة في الإسلام. نشر ضمن بحوث ندوة (الـنُّصيرِية حركة هـدمية)، من منشورات كلية الشريعة بجامعة بغداد، مطبعة الإرشاد ببغداد سنة 1406هـ=1986م، وطبع ضمن كتاب الحركات الهدامة في الإسلَام–الـرَّاوَنْـدِيَّـة، الـبَـابَـكِـيَّـة.
11. التطرّف الديني. نشر ضمن بحوث ندوة (التطرّف الديني) من منشورات وزارة الأوقاف والشؤون الدينية ببغداد سنة 1986م، لكلية الشريعة بجامعة بغداد.
12. الإسلَام والإرهاب. نشر ضمن بحوث ندوة (الدين والإرهاب) من منشورات منظمة المؤتمر الإسلامي الشعبي، مطبعة الرشاد ببغداد سنة 1408هـ=1988م.
13. الحركة الباطنية –الوسائل والغايات. نشر ضمن بحوث ندوة (الحركة الباطنية ودورها التخريبي في الفكر العربي الإسلامي).

## ما كتب عنه
نالت الباحثة لقاء عاصم نصيف الدكتوراه عن جهوده الكلامية بعنوان "قحطان الدوري وجهوده الكلامية “دراسة موضوعية مقارنة” في أطروحة دكتوراه قدمتها إلى قسم العقيدة والفكر الإسلامي في كلية العلوم الإسلامية بجامعة بغداد 